# Motor JTD
El motor JTD ( acrónimo de Jet Turbo Diesel, también conocido como Uni-Jet) es la denominación comercial  utilizada por Fiat Auto S.p.A. entre el periodo de 1996 hasta 2024, en las diferentes marcas y modelos de vehículos que componen el grupo industrial Turinés. 
Este sistema de Inyección Directa diésel del constructor Transalpino, continúa vigente en 2025 recibiendo hasta nuestros días, varias evoluciones técnicas, denominadas "MultiJet" y, que las habrá de primera, segunda y tercera generación. Las cuales coincidiran también en los distintos intervalos que tendrán a lugar, para las diferentes denominaciones evolutivas del grupo industrial Italiano: (Fiat Auto S.p.A 1899 - 2007), (Fiat Groupe Automobiles 2007 - 2014), y también debido a las diferentes compras y fusiones, que darán como resultado a FCA; (Fiat Chrysler Automobiles, 2014 - 2021) la primera, y ya bajo el conglomerado Franco / Italo - estadounidense, (Stellantis) desde el 2021 -> presente (2025).
Cabe reseñar, que las distintas marcas Galas que son dirigidas bajo el holding empresarial Stellantis, no montarán ningún sistema de Inyección Directa del Grupo Fiat Auto, Fiat Groupe Automobiles o FCA LLC, ya que son única y específicamente creadas por y para los modelos del fabricante Ítalo -  Estadounidense. Lo que supone la exclusividad única a nivel mundial.
Las marcas Francesas montaran una inyección directa diésel por Common Rail "genérica", fabricada por marcas de la industria auxiliar del automóvil, las cuales tienen que pagar Royalties a Fiat Auto S.p.A. por hacer uso de la licencia de fabricación.
En esta licencia, no está incluido el SISTEMA MULTIJET, el cual es exclusivo de Fiat y fabricado por Delphi Automotive USA mediante acuerdo industrial. El sistema también fue producido por Magneti Marelli ex- filial de componentes del Grupo Fiat hasta el año 2009. (Serie Multijet 1).
Así pues, varias son las generaciones que conforman la Inyección Directa por Common Rail Diésel del fabricante Italiano:
UNI-JET y JTD: 1993 🠊 2005.
MULTIJET - 1:
2003 🠊 2015.
MULTIJET - 2: 
2011 🠊 2016.
MULTIJET - 3 (2 EVO):
2017 🠊 Actualidad (2025).
La mayor parte de las gamas de vehículos de Fiat, Alfa Romeo, Lancia Maserati, Jeep y Chrysler, así como el resto de modelos de Fiat Professional e IVECO, usaran y montaran desde el primer momento, todos los sistemas.
Los vehículos y marcas que conformaban la ex Chrysler USA, [FCA US|Chrysler]], Ram Trucks, Jeep y Dodge; (desde 2011 FCA), también montaran  propulsores equipados con tecnologías Multijet 2 y Multijet 2 Evo.
Existen diferentes tipos de diseños del motor 1.9 y 1.3 que se compartirían con General Motors fruto de la fusión entre (2003 -> 2007) de los ex Grupos industriales Fiat Auto, S.p.A y General Motors Company (GMC) los cuales a través de sus filiales FPT (Fiat Powertrain Technologies) y GMPT (General Motors Power Train) llegaron a evolucionar de manera separada, motores para sus vehículos, donde en un principio, el fabricante estadounidense  disfrutaría de la tecnología Multijet 1 montada en el bloque de 1.3c.c., y quien Fiat ya tenía previamente desarrollada.
Tras finalizar la fusión en 2007, y, previo pago de 1.800 Mill. de Dólares por parte de GM a FIAT, la marca italiana se hizo con todos los desarrollos técnicos además de suministrarle los motores SGDE (Small Global Diesel Engine) de 1.3cc hasta 2015, que poseían la tecnología de inyección Multijet 1 que ya montaban los propulsores de 1.3cc.
La Tecnología Multijet Evo 2 y sus propulsores, se siguen produciendo en 2025 en las diferentes fábricas que Fiat (Stellantis), posee en todo el mundo, como son las de Sudamérica,  Saltillo (México), Goiana (Brasil);  Norteamérica (plantas de Canadá),  Belvedere (USA) y  la región del Mdle.Est Europa - Asia (Turquía), a través de su filial Fiat - Teksid  Industrial - 2025).
Estos propulsores en Europa y Asia, han sido producidos por Fiat Chrysler Automobiles (FCA) hasta 2022 en las factorías de Foggia y Pratola Serra (Italia), y Tichy (Polonia) o Ranjangaon (India); pero, debido a la entrada en vigor en enero de 2017 -> 2027, de la normativa Euro 6d/ WLTP (que substituye a la anterior normativa NEDC vigente hasta 2016 de reducción de emisiones), todos los fabricantes mundiales que se hayen en los países que conforman la U.E. deberán de reorientar la producción a vehículos eléctricos, o vehículos que funcionen con otras energías del tipo "Zero Emission" alternativas; por lo que esto conllevará previsiblemente a medio término, a la desaparición paulatina de la fabricación de motores de combustión interna (diésel - gasolina y otros) a nivel global; al fijarse la prohibición de su venta en la Unión Europea, para el año 2035.
Así pues, Fiat Industrial², (FPI) se centrará desde 2018, en el desarrollo e investigación de propulsores que incorporen sistemas y tecnologías de híbridacion media o total con el apoyo de baterías eléctricas de HV (Hight Voltage), así como en el desarrollo de motores que también usen y funcionen con combustibles de Hidrógeno Verde. Estos últimos sistemas que ya se usan y comercializan con éxito en las marca de vehículos industriales de IVECO Groupe N.V., desde el año 2003, demuestran  unas muy amplias posibilidades de empleo en las diferentes gamas de vehículos de servicio público - pesado, (Autobuses Urbanos o Camiones) -Irisbus-, así como en las maquinarias destinadas al sector Agropecuario (Tractores), bajo las marcas Case - New Holand y Steyr, todas ellas integradas en el Grupo CNHI, ("Case - New Holand International" 2021->), las cuales pertenecen a FIAT (Exor N.V., Familia Agnelli)¹.
¹Véase:
Familia Agnelli (Exor N.V.), Dueña y fundadora del imperio Fiat, 1899 -> 2024, Stellantis, 2021 ->, Fiat Powertrain Industrial. (FPI), Fiat Aeroespacial, entre otras.
²Véase: Fiat Industrial (FPI). Fabricante de motores para automóviles Gasolina, Etanol, Diésel, GLP- V, GNC-V, Hidrógeno Verde y Eléctricos, para aplicaciones de medios de transporte ligero, tractoras, movilidad urbana, maquinaria pesada - maquinaria estacionaria, minera, naviera y de embarcaciones, así como también para el sector agrícola y de ferrocarril.
Los motores JTD de (FCA - Fiat Chrysler), La Fiat Powertrain Tecnology, (FPT), una pionera en incorporar la tecnología Multijet diésel (múltiples inyecciones por ciclo) aprovechando al máximo cada ml3 de combustible.
(Desde 16/01/2021 STELANTIS) Simbolizando estrellas, STELLA en italiano.

## Características
La propiedad que distingue al Multijet de las generaciones anteriores de motores diésel common-rail de Fiat es la combustión del combustible, que se divide en múltiples inyecciones, lo que permite una combustión más completa y silenciosa en los cilindros. En comparación con los motores JTD de primera generación (sistema Unijet) que solo presentaban una inyección principal más grande, el sistema Multijet es capaz de realizar hasta cinco inyecciones por ciclo de combustión, lo que permite un funcionamiento en frío mejor y más eficiente, un mejor rendimiento, especialmente en la parte inferior del rango de revoluciones y un funcionamiento más silencioso, así como consumos y emisiones aún más bajos. El tiempo entre inyecciones se ha reducido a 150 microsegundos, mientras que la cantidad mínima de inyección se ha reducido de dos a menos de un microlitro.
Esto permite que incluso los sedanes de tamaño mediano como el Alfa Romeo 156 y el Lancia Lybra equipados con el motor 1.6//1.9 JTD logren un consumo de combustible de 5L/100 km en carreteras secundarias y autopistas, al tiempo que disponen del mismo par motor que el propulsor Alfa Romeo V6 de 3.0 L y 24 válvulas.
Una sofisticada centralita electrónica controla la inyección y cambia la lógica de inyección y el número de inyecciones en función de una multitud de parámetros, entre los que destacan las revoluciones por minuto del motor, el par del motor solicitado por el conductor y la temperatura del refrigerante.
La presión de inyección del combustible diésel en el Multijet de segunda generación está limitada a entre 1400 bar (20 000 psi) en el 1.3 Multijet y 1600 bar (23 000 psi) en el 2.4 Multijet 20V.

### Multijet II
En 2009 Fiat Powertrain tegnology introdujo la tercera generación de esta tecnología, denominada Multijet II. Con sus nuevos e innovadores inyectores con electroválvula equilibrada hidráulicamente y una presión de inyección aún mayor de 2000 bar (29.000 psi) es capaz de controlar con mayor precisión el combustible diésel inyectado, inyectándolo de forma más rápida y flexible. Permite hasta ocho inyecciones consecutivas por ciclo de combustión e incluyó la tecnología Injection Rate Shaping, que proporciona dos inyecciones piloto muy cercanas que hacen que la entrega de combustible sea más continua y modulada. Esto da como resultado un motor que es silencioso y tiene un funcionamiento más suave, menores emisiones, mejor consumo de combustible y mayor rendimiento en comparación con la generación anterior.

## Historia
Para poner en contexto, el artículo que nos ocupa, resulta necesario el exponer, que Fiat Auto S.p.A. decide en 1993, el investigar desde cero, un nuevo sistema que hága progresar la técnica y la tecnología de la inyección directa diésel (de la cual es pionera), ya que, su actual sistema data de 1985, habiendo sido presentada y comercializada, a bordo de su exitoso y novedoso modelo Fiat Croma TD.id¹ (Turbo Diesel.Iniezione Diretta), el cual se convirtió en
el primer automóvil del mundo, en aplicar la inyección directa con sobrealimentación.
Así pues, y dada la alta competitividad habida en el sector de la automoción, el sistema necesitaba ya, de un nuevo relevo generacional...
Y, para ello, designará la dirección del proyecto y desarrollo, a su afamado Ingeniero Técnico de Motores en el Grupo Fiat,  Stefano Iacoponi; quien diez años antes  junto al también famoso diseñador Rodolfo Bonetto, serán los creadores del consagrado y reputado motor FIRE de FIAT. (Acrónimo, de Fully Integrated Robotized Engine).
El desarrollo y la investigación de todas las fases del proyecto supusieron un altísimo coste económico para FIAT AUTO, y, ésta,  ya en su fase final, decidió ofrecer y concretar un acuerdo industrial con BOSCH  para la colaboración en el desarrollo de este último apartado.
Ambos conseguirán un hito histórico, al concluir con éxito, la que será la mayor evolución y revolución técnica ampliamente difundida y aplicada, a todas las nuevas generaciones de motores diésel del  siglo XXI, siendo éste denominado por Fiat, con el nombre de Common Rail, ya que es el principal valedor del mismo.
A partir de ése momento, todos los fabricantes de automóviles de orden mundial lo aplicarán a todas sus nuevas gamas de propulsores diésel,  Sine Qua Non, vistos los múltiples beneficios que éste sistema aporta a los motores de este tipo, y que hará que se marque un antes y un después en la nueva época de la movilidad del primer cuarto de siglo del nuevo milenio.
El sistema de Inyección Directa  Common-Rail, debutó de manera comercial en 1996 a bordo del automóvil Alfa Romeo 156, quien, con una arquitectura de 4 cilindros en línea y un cubicaje de 1.919cc desarrollará una potencia inicial de 110Cv, un par motor de 200Nw/m y unas reducidas emisiones de CO2 de 140gr/km.
El motor hizo su debut en el Alfa Romeo 156 JTD, compitiendo éste, en el Campeonato Mundial de Turismos DTM Alemán, resultando vencedor por 4 años consecutivos,   desbancando del título, al fabricante Bávaro BMW.
Obteniendo Fiat Auto, una gran reputación en tecnología y fiabilidad con el motor JTD, a nivel mundial.
JTD (Jet Turbo Diésel), es la denominación comercial final, que Fiat Auto aplicara a todos los vehículos que equipen sus nuevos motores diésel de inyección directa Common Rail; desde su estreno, a nivel mundial desde 1997.
¹Véase. Fiat Croma TD.id.

## Motores de automoción

### 1.0
En 2011 se introdujo una variante de 3 cilindros y 936 cm³ (0,9 L) (denominada XSDE, Motor Diésel Xtra Smart) o  Smartech Diesel. Desarrollado conjuntamente por GM Powertrain Torino y GM Technical Center India para el mercado indio, el motor rinde 57 HP (42,5 kW; 57,0 HP) de potencia y 150 N·m (111 lb·pie) de par.
Aplicaciones:
- 2011-2017 Chevrolet Beat (India)

Cabe reseñar que este motor no se monto en ningún automóvil de Fiat Groupe o FCA.
Tampoco Fiat se vio implicada en el desarrollo del mismo.

### 1.3 Multijet
Una pequeña versión de 1.3 L (1248 cm³ (76,2 plg³)) (llamada SDE, Small Diesel Engine) introducida en febrero de 2003 se produce en Bielsko-Biała, Polonia, en la factoría de Ranjangaon, Pune, India, por la empresa conjunta Fiat India Automobiles y Tata Motors desde 2008, y en Gurgaon, Haryana, India, por Maruti Suzuki desde 2012. La versión Multijet de 75 caballos de potencia fue elegida en 2005 como International Engine of the Year en la categoría de 1 litro a 1.4 litros.
Hay cinco versiones de este motor: uno de 70 CV (51,5 kW; 69,0 HP), uno de 75 CV (55,2 kW; 74,0 HP) (utilizado en los Fiat Punto, Panda, Palio, Albea, e Idea; Opel Corsa, Combo, y Meriva; Suzuki Splash y Swift; y en el Tata Indica/Indigo), que con geometría de entrada variable rinde 90 CV (66,2 kW; 88,8 HP) (utilizado en el Fiat Grande Punto, Linea; Opel Corsa, Astra; Suzuki Ertiga, SX4; Tata Indigo Manza y Alfa Romeo MiTo), uno de 95 CV (69,9 kW; 93,7 HP) de la generación Multijet II, y uno de 105 CV (77,2 kW; 103,6 HP) disponible en el Lancia Ypsilon. En el momento del lanzamiento, este era el motor diésel de cuatro cilindros más pequeño disponible y tenía un consumo de combustible de 3,3 L/100 km (30,3 km/L) en algunos casos. El motor puede cumplir con los estándares de contaminación de la Normativa europea sobre emisiones sin el uso de un filtro antipartículas.
En enero de 2008, Tata Motors presentó el nuevo modelo Indica Vista, que presenta la nueva versión de este motor con la marca Quadrajet. La segunda generación del Ford Ka utiliza el motor 1.3 Multijet denominado Duratorq TDCi. En la nomenclatura de GM, se llama Motor Diésel Pequeño (Small Diesel Engine, SDE).
Durante 2009, Fiat lanzó una nueva generación con el distintivo Multijet II, con un nuevo sistema de gestión de inyección (hasta 8 inyecciones por ciclo, en lugar de 5) y capaz de cumplir con los estándares de contaminación de la Normativa europea sobre emisiones. Está disponible con varias salidas de potencia, desde 75 CV (55,2 kW; 74,0 HP), con turbocompresor de geometría fija, hasta 95 CV (69,9 kW; 93,7 HP), con turbocompresor de geometría variable.
En 2013, se produjeron más de 5 millones de motores 1.3 MultiJet. En enero de 2020, la producción del 1.3 Multijet terminó en la India, tanto en la planta de Maruti Suzuki como en la factoría de Fiat-Tata JV cuando entraron en vigor en el país las regulaciones BS6 a partir del 1 de abril de 2020. Fiat-Tata fabricó un total de 800.048 motores durante 12 años.
Aplicaciones:

#### Fiat-Chrysler
- Alfa Romeo MiTo
- Fiat 500
- Fiat 500L
- Fiat Albea
- Fiat Doblò
- Fiat Fiorino
- Fiat Grande Punto
- Fiat Idea
- Fiat Linea
- Fiat Palio
- Fiat Panda
- Fiat Punto
- Fiat Fiorino
- Fiat Strada
- Fiat Tipo (2016)
- Lancia Musa
- Lancia Ypsilon
- Seat Ibiza
- Seat Arosa

#### General Motors
- Chevrolet Aveo (2012)
- Chevrolet Sail (India)
- Chevrolet Spin (Indonesia)
- Opel Agila
- Opel Astra
- Opel Combo
- Opel Corsa
- Opel Meriva
- Opel Tigra TwinTop

#### PSA
- Fiat Fiorino
- Fiat Fiorino

#### Suzuki
- Suzuki Baleno
- Suzuki Ciaz
- Suzuki Dzire
- Suzuki Ertiga
- Suzuki Ignis
- Suzuki Splash
- Suzuki Swift
- Suzuki SX4 Sedan
- Suzuki SX4 S-Cross
- Suzuki Vitara Brezza

#### Tata Motors
- Tata Bolt
- Tata Indica Vista
- Tata Indigo Manza
- Tata Zest

#### Volkswagen Group
- Seat Arosa
- Seat Ibiza

#### Otros
- DFSK Super Cab (Indonesia)
- Ford Ka (2008)
- Premier Rio

### 1.6 Multijet
En 2006, Fiat Powertrain anunció una versión reducida del 1.9 16V Multijet, un nuevo 1.6L 16V Multijet (de 1598 cc) con dos niveles de potencia de 105 CV (77,2 kW; 103,6 HP) y 120 CV (88,3 kW; 118,4 HP) para reemplazar el motor 1.9L de 8 válvulas que aún se usa. El nuevo 1.6 Multijet diésel con 105 PS se lanzó en diciembre de 2007, la versión de 120 PS llegó más tarde en 2008.
Aplicaciones:

#### Fiat-Chrysler
- Alfa Romeo MiTo
- Alfa Romeo Giulietta (2010)
- Fiat 500L
- Fiat Bravo
- Fiat Doblò
- Fiat Grande Punto
- Fiat Idea
- Fiat Linea
- Fiat Tipo (2016)
- Jeep Renegade
- Jeep Compass
- Lancia Delta (2008)
- Lancia Musa

#### General Motors
- Opel Combo D

#### Suzuki
- Suzuki Vitara/Sidekick (2015)
- Suzuki SX4 (desde 2013[18])

### 1,9 Common Rail
{{Ficha de motor
|nombre = 1.9 L Unijet
|imagen = 
|pie = 
|fabricante = Fiat/GM
|producción = 1997-presente
|otros nombres = 
- CDTI (Opel)
- JTD  (Fiat)
- TiD (Saab)
- TTiD (Saab)
- Mjet (Fiat)

El motor JTD más común es el 1.9 L de cuatro cilindros en línea que se encuentra en varias marcas y modelos. El primer automóvil que utilizó este motor fue el Alfa Romeo 156 en 1997 (77,2 kW; 103,6 HP), lo que lo convierte en el primer automóvil de pasajeros diésel common-rail del mundo. En 1999, se introdujo en el Fiat Punto JTD con un turbocompresor más pequeño de geometría fija y 80 CV (58,8 kW; 78,9 HP), así como en la gama Fiat Bravo/Brava/Marea, Bravo y Marea. También estaban disponibles las versiones de 85 CV (62,5 kW; 83,8 HP), 101 CV (74,3 kW; 99,6 HP), 105 CV (77,2 kW; 103,6 HP), 110 CV (80,9 kW; 108,5 HP) y 115 CV (84,6 kW; 113,4 HP). El bloque del motor pesa aproximadamente 125 kg (276 lb), la culata presenta un árbol de levas en cabeza con válvulas accionadas directamente.
El Multijet de segunda generación cuenta con un avanzado sistema common-rail y está disponible con siete salidas de potencia diferentes. La versión de 8 válvulas rinde 101 CV (74,3 kW; 99,6 HP), 120 CV (88,3 kW; 118,4 HP) o 130 CV (95,6 kW; 128,2 HP) y la versión de 16 válvulas produce 134 CV (98,6 kW; 132,2 HP), 138 CV (101,5 kW; 136,1 HP), 150 CV (110,3 kW; 147,9 HP) o 170 CV (125 kW; 167,7 HP). A excepción del 101 PS Multijet, todos los motores cuentan con un turbocompresor de geometría variable.
GME (Opel - Chevrolet- Vauxall),  también montarán una variante de la versión de este motor. Su motor CDTI, fabricado en Pratola Serra, Italia y Kaiserslautern, es el producto de los cinco años que duró la empresa conjunta entre GM y Fiat. Se utiliza en los Vectra, Signum, Astra, Zafira, Cadillac BLS y Suzuki SX4, así como en algunos Saab marcados como TiD y TTiD (versión biturbo).

#### Fiat-Chrysler
- Alfa Romeo 145
- Alfa Romeo 145
- Alfa Romeo 147
- Alfa Romeo 156
- Alfa Romeo 159
- Alfa Romeo GT
- Cadillac BLS
- DR5
- Fiat Bravo
- Fiat Bravo/Brava/Marea
- Fiat Croma II
- Fiat Doblò
- Fiat Grande Punto
- Fiat Marea
- Fiat Multipla
- Fiat Punto
- Fiat Sedici
- Fiat Stilo
- Fiat Strada
- Fiat Ulysse
- Lancia Delta
- Lancia Lybra
- Lancia Musa
- Lancia Phedra

#### General Motors
- Cadillac BLS
- Opel Astra H
- Opel Signum
- Opel Vectra C
- Opel Zafira B
- Saab 9-3
- Saab 9-5

#### Suzuki
- Suzuki SX4

##### Otros
- Alenia Aeronautica Sky-Y

#### Galería

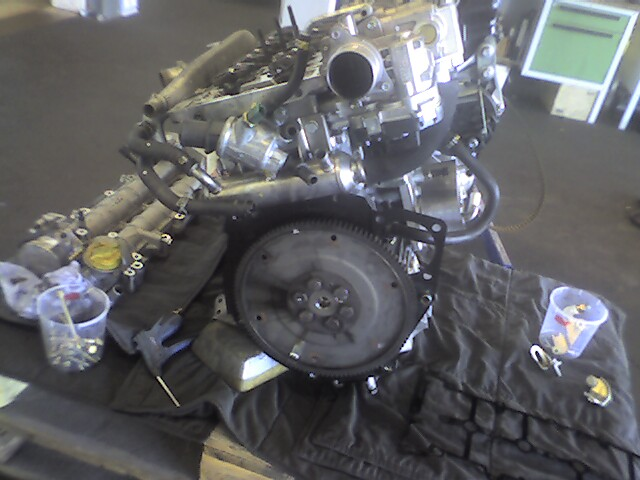
Lado derecho, Saab 9-5
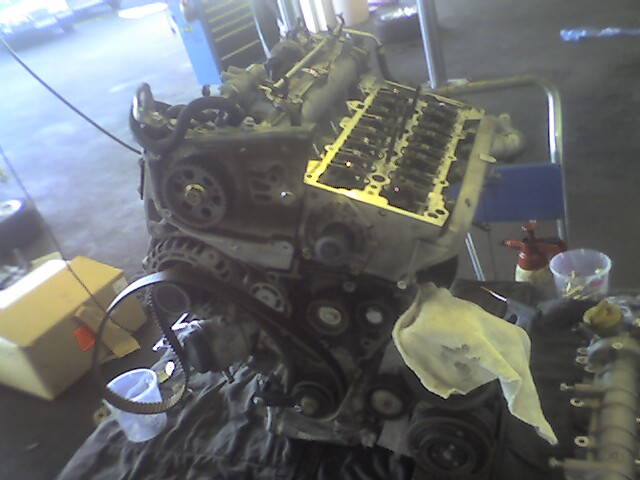
Lado izquierdo, Saab 9-5
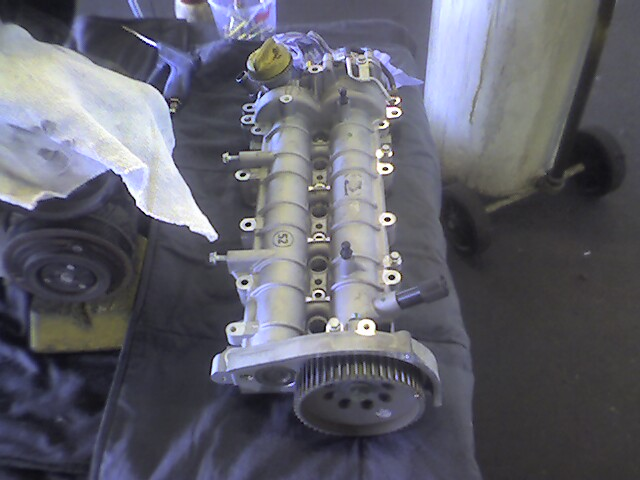
Árbol de levas doble
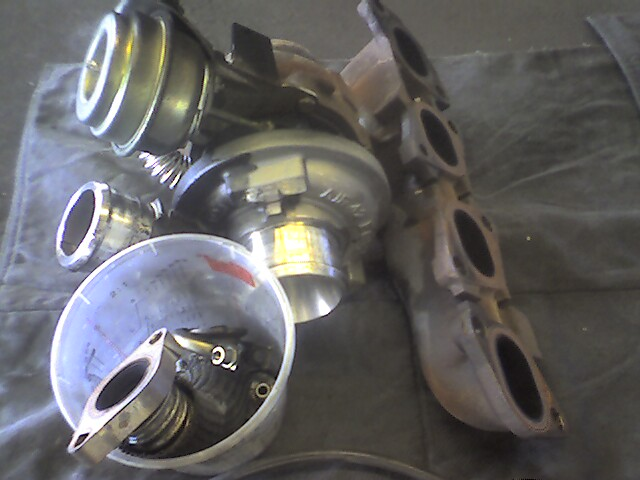
Turbocompresor de un Saab 9-5

#### Twin Turbo
Fiat Powertrain publicó información sobre la nueva versión turbo de dos etapas (biturbo) en el verano de 2007 de este motor. Está disponible con dos niveles de potencia, el primero produce 180 CV (132,4 kW; 177,5 HP) y el segundo 190 CV (139,7 kW; 187,4 HP). Ambos tienen una salida de par máximo de 400 N·m (295 lb·pie) a 2000 rpm. La producción de la versión 180 PS comenzó en el verano de 2007. El motor pesa aproximadamente 185 kg (407,9 lb), y sería vendido tanto a Fiat Group Automobiles como a otras marcas, pero la versión 190 CV (139,7 kW; 187,4 HP) qudó reservada únicamente para el grupo Fiat.
Aplicaciones:
- Cadillac BLS
- Lancia Delta
- Saab 9-3

### 2.0 Multijet II
Un nuevo motor diésel Multijet de 2 litros (1956 cc, 83 mm de diámetro, 90,4 mm de carrera) se introdujo en la tercera generación del Lancia Delta en el verano de 2008. En su primera versión, este motor produce 165 CV (121,4 kW; 162,7 HP). Para 2009, el motor se instaló en el Alfa Romeo 159 como variante de 170 CV (125 kW; 168 HP). El Fiat Sedici, Suzuki SX4 y la nueva generación Fiat Doblò utilizan una variante con 135 CV (99 kW; 133 HP) de este motor.
GM Powertrain desarrolló por separado sus motores diésel basados en el 1.9 JTD, después del final de la asociación entre GM y Fiat, y primero fue la versión de 160 CV (117,7 kW; 157,8 HP) para los Astra e Insignia, que luego se actualizó a 165 PS para el Astra (163 PS en la versión rediseñada del Insignia) y una versión menos potente para el Insignia con 110 PS y 130 PS. En 2011, GM Powertrain Europe desarrolló un nuevo derivado: la versión BiTurbo, con una potencia de 195 CV (143,4 kW; 192,3 HP), que se utiliza en el Insignia y a partir de 2013 en el Astra J. Internamente, el nuevo motor se conoce como Motor GM Ecotec Familia B. El mismo motor también estaba disponible en el Saab 9-5 2011 con doble turbo de 160 CV y 190 CV. En 2013, Opel introdujo versiones más limpias y de menor consumo de combustible del motor 2.0 CDTI y la versión ecoFLEX, con 99 g/km de CO2 y 120 CV (140 CV para el Insignia).
Aplicaciones:

#### Fiat-Chrysler
- Alfa Romeo Giulietta (2010)
- Alfa Romeo 159
- Fiat Bravo
- Fiat Doblò II
- Fiat Ducato III
- Dodge Journey
- Fiat Sedici
- Fiat Croma II
- Fiat Toro
- Jeep Compass
- Jeep Cherokee (KL)
- Jeep Renegade
- Lancia Delta III

##### General Motors
- 2014-2015 Chevrolet Cruze (NA)
- 2016-2017 Todoterreno Theta (General Motors) (KOR)
- 2013-2015 Chevrolet Malibu

- Opel/Vauxhall Astra J (turbo simple y doble)
- Opel/Vauxhall Cascada (turbo simple y doble)
- Opel/Vauxhall Insignia (turbo simple y doble)
- Opel/Vauxhall Zafira Tourer (turbo simple y doble)
- Saab 9-5 (turbo simple y doble)
- Cadillac XT4 de 2020 (mercado de la UE)

#### Motor SAIC
- MG Hector

#### Suzuki
- Suzuki SX4

#### Tata Motors
- Tata Harrier
- Tata Safari

### 2.2 Multijet II
El 2.2 Multijet II (2184 cc) fue presentado por Fiat Chrysler a mediados de 2015. Estos motores producen 185 CV (136 kW; 182 HP) y 200 CV (147 kW; 197 HP) con 440 N·m (324,5 lb·pie) de par a 2500 RPM en el Jeep Cherokee. Fue desarrollado para ofrecer máspar motor en el rango de bajas revoluciones en comparación con el 2.0L Multijet. Mejora aún más el 2.0 Multijet existente en varias áreas, como una mayor presión de inyección (2 Bar en lugar de 1,6 Bar) con Injector Rate Shaping, una bomba de aceite con desplazamiento variable y ejes de contrapeso para reducir ruidos y vibraciones. Este motor cumple con las normas de emisión Euro 6 sin el uso de inyección adBlue.
En el Alfa Romeo Giulia (2015) se utiliza un desarrollo adicional de este motor con una cilindrada de 2143 cc y un bloque de aluminio fundido a presión. y Jeep Wrangler (JL).
Aplicaciones:
- Jeep Cherokee (KL)
- Jeep Wrangler (JL)
- Alfa Romeo Giulia (2015)
- Alfa Romeo Stelvio

### 2,4
La versión de 5 cilindros en línea de 2.4 L (2,387 cc) se basa en el motor TD 124 CV (91,2 kW; 122,3 HP) de 5 cilindros y 2.4 litros que se utiliza en el Mk1 Fiat Marea y el Mk1 Lancia Kappa. La versión JTD se beneficia de la sólida construcción del bloque TD y de un sistema de inyección/culata mejorado. Hay 2 versiones del 2.4 JTD, el de 10 válvulas como se usa en el Fiat Marea 130 JTD y los anteriores diésel Alfa Romeo 156/Alfa Romeo 166/Lancia Lybra donde estaba disponible con 136 CV (100 kW; 134 HP), 140 CV (103 kW; 138 HP), 150 CV (110 kW; 148 HP) y más tarde una versión Multijet de 20 válvulas que rinde 175 CV (129 kW; 173 HP) y se usó en el Alfa Romeo 156 posterior a 2003) así como en algunos vehículos Lancia.
Fue diseñado como motor transversal para tracción delantera, aunque se consideró demasiado largo y alto para su uso generalizado en otros productos GM Ecotec o Fiat. En los modelos de 200 CV (147 kW; 197 HP) para los Alfa Romeo 159 y Alfa Romeo Brera se utiliza una variante Multijet más nueva de este motor, compatible con el Fiat Croma. La última versión de este motor produce 210 CV (154 kW; 207 HP) y 400 N·m (295 lb·pie) a 1500 rpm y se utiliza en vehículos Alfa Romeo.
Aplicaciones:
- Alfa Romeo 156
- Alfa Romeo Spider
- Alfa Romeo Brera
- Alfa Romeo 159
- Alfa Romeo 166
- Fiat Croma II
- Fiat Marea
- Lancia Kappa
- Lancia Lybra
- Lancia Thesis

### 3.0 V6 Multijet II
Véase Anexo:Motores VM Motori.

## Motores de servicio pesado

### 2,3
El 2.3 Multijet (de 2287 cc) fue desarrollado por Iveco para aplicaciones de servicio pesado y está disponible en tres versiones: 120 MultiJet (Sofim F1AE0481D), 130 MultiJet (Sofim F1AE0481N o F1AE6481D) y 150 MultiJet (Sofim F1AE3481E). Estos motores producen 120 CV (88 kW; 118 HP), 130 CV (96 kW; 128 HP) y 148 CV (109 kW; 146 HP) respectivamente.
Aplicaciones:
- Furgoneta grande (Sevel)
- Iveco Daily
- UAZ Patriot

### 2,8
El 2.8 JTD (de 2798 cc) fabricado por Iveco (Sofim) se utilizó en la segunda generación del Fiat Ducato, y produce 127 CV (93 kW; 125 HP) o 146 CV (107,4 kW; 144 HP).
Aplicaciones:
- Furgoneta grande (Sevel)
- Furgoneta grande (Sevel)
- Iveco Daily
- Iveco Massif
- Furgoneta grande (Sevel)
- Renault Master

### 3,0
El 160 MultiJet Power, presentado en 2007, vio el desplazamiento aumentado a 3.0 L (2998 cc). Este motor produce 157 CV (115 kW; 155 HP) o 177 CV (130 kW; 175 HP) en los modelos de la marca Fiat. En Iveco Massif este motor también está disponible como versión 176 CV (129 kW; 174 HP).
Aplicaciones:
- Citroën Jumper
- Furgoneta grande (Sevel)
- Iveco Daily
- Iveco Massif/Campagnola
- Mitsubishi Fuso Canter
- Multicar Fumo
- Peugeot Boxer
- RAM ProMaster
- Temsa Prestij